# Nobles citoyens de Périgueux
Les Nobles citoyens de Périgueux désignent les bourgeois privilégiés de la ville de Périgueux où ils ont été présents du Moyen Âge jusqu'à l'abolition des privilèges lors de la Révolution de 1789.

## Institution
Les membres de cette bourgeoisie des « nobles citoyens » avaient un rang éminent au sein du gouvernement urbain et ils exerçaient le pouvoir dans la ville et sa banlieue. La prééminence de ces familles était soutenue par leurs richesses foncières souvent d'origine ancienne.
Ils formaient un patriciat de lignages urbains privilégiés à l'instar des Estendes de Verdun, des Paraiges de Metz des Lignages de Bruxelles ou d'autres groupes à l'organisation semblable.